# حكومة باكستان
حكومة باكستان (بالأردية: حکومتِ پاکستان) حكومة فدرالية، أُنشئت بموجب دستور باكستان بوصفها سلطة حوكمة مُشكّلة لأربع أقاليم تابعة لجمهورية برلمانية ديمقراطية، تسمى دستوريًا جمهورية باكستان الإسلامية.
تنفيذًا لنظام وستمنستر لحكم الدولة، تتألف الحكومة أساسًا من السلطات التنفيذية والتشريعية والقضائية، والذي فيه تُسند جميع السلطات بموجب الدستور إلى البرلمان ورئيس الوزراء والمحكمة العليا. تتحدد سلطات وواجبات هذه السلطات بمزيد من التفصيل من خلال قوانين البرلمان وتعديلاته، بما في ذلك إنشاء مؤسسات تنفيذية وإدارات ومحاكم أدنى درجة من المحكمة العليا. بموجب السلطات الدستورية، يصدر الرئيس مراسيم ويمرر مشاريع القوانين.
يقوم الرئيس بدور الرئيس الصوري الاحتفالي، في حين يتولى رئيس الوزراء المنتخب من الشعب منصب الرئيس التنفيذي (للسلطة التنفيذية)، وهو مسؤول عن إدارة الحكومة الفدرالية. هناك برلمان مكون من مجلسين تشريعيين، المجلس الوطني كمجلس أدنى ومجلس الشيوخ كمجلس أعلى. يُعتبر الوزراء الفدراليون أكثر المسؤولين نفوذًا في حكومة باكستان، وهم أعلى المسؤولين البيروقراطيين رتبةً في البلاد، ويديرون الوزارات والشُعب على مستوى مجلس الوزراء. يضم الجهاز القضائي، على نحو منهجي، محكمة عليا ومحكمة فدرالية للشريعة ومحاكم للخمس أقاليم وللمحليات ولمكافحة الإرهاب ومحاكم خضراء؛ وكلهن أدنى رتبة من المحكمة العليا.
الاسم الكامل للبلاد هو جمهورية باكستان الإسلامية. لا يوجد اسم آخر في الدستور، وهذا هو الاسم الذي يظهر على النقود، وفي المعاهدات، وفي القضايا القانونية. كثيرًا ما يُستخدم اسم «الحكومة الباكستانية» أو «حكومة باكستان» في الوثائق الرسمية التي تمثل الحكومة الفدرالية مجتمعة. يشير أيضًا مصطلحي «فدرالي» و«وطني»، في المؤسسات الحكومية أو في أسماء البرامج الحكومية، عادة إلى الانتماء إلى الحكومة الفدرالية. نظرًا لأن مقر الحكومة موجود في مدينة إسلام آباد، فإن كلمة «إسلام آباد» تُستخدم عادة كمرادف للحكومة الفدرالية.

## القانون الفدرالي والدستور
عمل دستور باكستان على تشكيل حكومة فدرالية لأربع أقاليم تابعة لاتحاد الدولة القومية، والمعروفة باسم دولة باكستان. وينص الدستور على ما يلي:
تخضع الحكومة الفدرالية للدستور. تمارس الحكومة الفدرالية، المؤلفة من رئيس الوزراء والوزراء (الفدراليين) السلطة التنفيذية باسم الرئيس، وتعمل من خلال رئيس الوزراء الذي يكون هو الرئيس التنفيذي للفدرلة. يجوز لرئيس الوزراء، في أدائه لمهامه بموجب الدستور، أن يتصرف إما مباشرة أو عن طريق الوزراء (الفدراليين).
ــــــــــــ دستور باكستان: الجزء الثالث: فدرلة باكستان

ـــــــــــ الفصل الثالث: الحكومة الفدرالية، المادة 196-197.
ترد القوانين المدنية والجنائية الأساسية التي تحكم مواطني باكستان في التشريعات البرلمانية الرئيسية (مصطلح موروث من المملكة المتحدة)، مثل قائمة مراقبة المغادرين، والقانون الجنائي الباكستاني، وقانون الجرائم الحدودية. بموجب المادة 246 والمادة 247 من الدستور، أصبح نظام مجالس الجيرغا الإسلامية (أو البانشايات) نظام قانوني للحكم المحلي. تأثرت، إلى حد كبير، الإصلاحات التي أجريت في خمسينات القرن العشرين، في إدارة الحكومة والقانون الدستوري والفقه القانوني في باكستان، بالنظام القانوني في الولايات المتحدة الأمريكية. منذ سبعينات القرن العشرين، أثر القانون التقليدي القائم على الجيرغا أيضًا على تطور القضاء في البلاد.

## سلطات الحكومة

### السلطة التشريعية
تُعرف السلطة التشريعية باسم البرلمان، وهو مصطلح تشريعي موروث عن المملكة المتحدة. يتكون البرلمان من مجلسين:
- المجلس الوطني: وهو مجلس النواب الأدنى، ويتألف من 342 عضوًا. ينتخب الشعب 272 مقعدًا على نحو مباشر، بينما يُحجز 70 مقعدًا للنساء والأقليات الدينية.
- مجلس الشيوخ: وهو المجلس الأعلى، ويتألف من 104 عضوًا، ينتخبهم أعضاء مجالس الأقاليم بصورة غير مباشرة لمدة ست سنوات.

يتمتع البرلمان بالسيادة البرلمانية. من الواجب، وفقًا للدستور، أن يكون جميع الوزراء وكذلك رئيس الوزراء أعضاء في البرلمان. رئيس الوزراء ومجلس الوزراء مسؤولون مسؤولية مشتركة أمام البرلمان. إذا حدث إخفاق أو فشل في السياسات العامة من جانب الحكومة، فإن جميع أعضاء مجلس الوزراء مسؤولين مسؤولية مشتركة. إذا حدث تصويت بحجب الثقة عن الحكومة، فإن الحكومة تُحل ولا بد من تشكيل حكومة جديدة.

### السلطة التنفيذية
بحكم التعريف العام، فإن السلطة التنفيذية للحكومة هي السلطة الوحيدة التي لديها الحكم والمسؤولية عن الإدارة اليومية لبيروقراطية الدولة. يشكل تقسيم السلطة إلى سلطات منفصلة للحكومة أهمية مركزية لفكرة الجمهورية المتمثلة في فصل السلطات. يرمي نظام الفصل بين السلطات إلى توزيع السلطات بعيدًا عن السلطة التنفيذية ـــــــ وهي محاولة للحفاظ على الحرية الفردية، ردًا على القيادة الاستبدادية عبر التاريخ.

## الخدمة المدنية
الخدمة المدنية في باكستان هي البيروقراطية الدائمة لحكومة باكستان. الموظفون المدنيون هم المسؤولون الدائمون في الحكومة، ويحتلون صورة محترمة في المجتمع المدني. يأتي موظفو الخدمة المدنية من مختلف الكوادر (مثل الخدمات الإدارية الباكستانية، وجهاز الشرطة الباكستاني، وما إلى ذلك) بعد اجتياز الامتحان المركزي للخدمات العليا. لا يُعتبر جميع موظفي حكومة باكستان من موظفي الخدمة المدنية، إذ يأتي موظفون آخرون في حكومة باكستان من المؤسسات العلمية والشركات المملوكة للدولة ودوائر العلوم العسكرية ذات التكليف.
في الديمقراطية البرلمانية، تقع المسؤولية النهائية في تسيير الإدارة على عاتق الممثلين المنتخبين للشعب، وهم الوزراء. هؤلاء الوزراء مسؤولون أمام الهيئات التشريعية التي ينتخبها الشعب أيضًا على أساس الاقتراع العام للراشدين. من المتوقع أن يضع مجلس الوزراء ووزراؤه المبادئ التوجيهية للسياسة العامة، والموظفون المدنيون هم المسؤولون عن تنفيذها وإنفاذها.

## الانتخابات ونظام التصويت
منذ عام 1947، أصبحت باكستان تشكل حكومة فيدرالية غير متناظرة، مع مسؤولين منتخبين على المستويات الوطنية (الفدرالية)، والإقليمية، والقبلية، والمحلية. حدد الدستور مدة ولاية الحكومة بخمس سنوات، ولكن إذا أُجري تصويت في البرلمان لسحب الثقة (وأُثبتت مقدمات التصويت في السلطة القضائية) فإن الحكومة تسقط ويحل محلها فورًا، بمبادرة من الرئيس، حكومة تصريف الأعمال (يلزم أيضًا إجراء مشاورات مع رئيس الوزراء للقيام بهذه الخطوة)، وذلك فقًا للمادة 58 من الدستور.
طُبق قانون الأحكام العرفية أربع مرات، وأقرت المحكمة العليا ذلك على نحو مثير للجدل. من خلال انتخابات عامة، يُختار زعيم حزب الأغلبية الفائز ليكون رئيس الوزراء. يُنتخب جميع أعضاء الهيئة التشريعية الفدرالية، أي البرلمان، انتخابًا مباشرًا. تُجرى الانتخابات في باكستان كل خمس سنوات بالاقتراع العام للراشدين.

## الإدارة والحكومات

### الحكومات الإقليمية والقبلية والمحلية
هناك أربع حكومات إقليمية تحكم أقاليم الدولة الأربعة؛ ورئيس الوزراء يرأس حكومة الدولة. جميع مجالس الأقاليم ذات مجلس واحد، يُنتخب لمدة خمس سنوات. يعمل المحافظين الذين يعينهم الرئيس بعد استشارة رئيس الوزراء، كممثلين للحكومة الفدرالية في الإقليم وليس لهم أي دور في إدارة الحكومة.
تميل الحكومات الإقليمية إلى فرض أعظم قدر من النفوذ على الحياة اليومية لأغلب الباكستانيين. تعمل الحكومة القبلية والمحلية على المستوى الأساسي. يُعد هذا المستوى هو المستوى الثالث للحكم، ويتألف من الجيرغا في المناطق القبلية الريفية.